# Dragoevo
Dragoevo (bulgariska: Драгоево) är ett distrikt i Bulgarien.   Det ligger i kommunen Obsjtina Veliki Preslav och regionen Sjumen, i den östra delen av landet, 290 km öster om huvudstaden Sofia.
Trakten runt Dragoevo består till största delen av jordbruksmark. Runt Dragoevo är det glesbefolkat, med 17 invånare per kvadratkilometer.